# 三次元の点群
幾何学において、三次元の点群は原点を固定させる、またはそれ相当に、球面の等長群であるところの三次元の等長群である。それは原点が固定された等長写像の群、またはそれ相当に、直交行列の群である、直交群{\displaystyle O(3)}の部分群である。{\displaystyle O(3)}そのものはすべての等長写像のユークリッドの運動群{\displaystyle E(3)}の部分群である。
幾何学的対象の回転対称群は等長群である。それに応じて、等長群の分析は可能な対称性の分析である。有界な三次元の幾何学的対象の全ての等長写像は一つもしくはそれより多い共通の固定点を持つ。それらの一つとして原点を選んで考える。

## 二項正多面体群
写像 Spin(3) → SO(3) は三次元のスピン群による回転群の二重被覆である。対応定理によれば、Spin(3)の部分群と回転群 SO(3) の部分群の間にガロア接続がある：Spin(3)の部分群の像（英：image）は回転点群であり、点群の逆像（英：preimage）はSpin(3)の部分群である。
{\displaystyle <l,m,n>}として表される、有限点群の逆像は二項正多面体群と呼ばれ、関係する正多面体群{\displaystyle (l,m,n)}の2倍の位数を持ち、接頭辞「二項」をつけて、それ自体の点群としての同じ名前によって呼ばれる。すなわち正二十面体群{\displaystyle (2,3,5)}の逆像は二項正二十面体群{\displaystyle <2,3,5>}である。
二項正多面体群は：
- An：位数2n、正 n + 1 角形の二項巡回群（英語版）
- Dn：位数4n、正 n 角形の二項正二面体群（英語版）
- E6：位数24、⟨2, 3, 3⟩ の、二項正四面体群（英語版）
- E7：位数48、⟨2, 3, 4⟩ の、二項正八面体群（英語版）
- E8:位数120、⟨2, 3, 5⟩ の、二項正二十面体群（英語版）

である。
これらはADE分類によって分類され、二項正多面体群の作用による{\displaystyle C^{2}}の商はひとつのデュ・バル特異点である。